# Pșenîcine (Pșenîcine), Nîjnohirskîi
Pșenîcine (în ucraineană Пшеничне) este localitatea de reședință a comunei Pșenîcine din raionul Nîjnohirskîi, Republica Autonomă Crimeea, Ucraina.

## Demografie
Componența lingvistică a localității Pșenîcine
     Rusă (77,91%)
     Ucraineană (13,63%)
     Tătară crimeeană (7,85%)
     Alte limbi (0,18%)
Conform recensământului din 2001, majoritatea populației localității Pșenîcine era vorbitoare de rusă (77,91%), existând în minoritate și vorbitori de ucraineană (13,63%) și tătară crimeeană (7,85%).